# Habranthus ruizlealii
Habranthus ruizlealii är en amaryllisväxtart som beskrevs av Pierfelice Ravenna. Habranthus ruizlealii ingår i släktet Habranthus och familjen amaryllisväxter. Inga underarter finns listade i Catalogue of Life.